# Роберт Росенгрен
Роберт Патрік Росенгрен (швед. Robert Patrik Rosengren; нар. 17 жовтня 1986, Мальме) — шведський борець греко-римського стилю, багаторазовий переможець та призер престижних міжнародних турнірів, чемпіон Північного чемпіонату, учасник Олімпійських ігор.

## Біографія
Боротьбою почав займатися з 1994 року. Виступав за борцівський клуб ІК Спарта, Мальме.

## Спортивні результати на міжнародних змаганнях

### Виступи на Олімпіадах
| Змагання                    | Збірна | Вагова категорія | Місце |
| --------------------------- | ------ | ---------------- | ----- |
| Літні Олімпійські ігри 2012 | Швеція | 74 кг            | 9     |

На літніх Олімпійських іграх 2012 року в Лондоні переміг триразового чемпіона світу Сельджука Чебі з Туреччини, але у чвертьфіналі поступився литовцю Александрасу Казакевичюсу і вибув з подальших змагань.

### Виступи на Чемпіонатах світу
| Змагання                        | Збірна | Вагова категорія | Місце |
| ------------------------------- | ------ | ---------------- | ----- |
| Чемпіонат світу з боротьби 2009 | Швеція | 74 кг            | 25    |
| Чемпіонат світу з боротьби 2010 | Швеція | 74 кг            | 23    |
| Чемпіонат світу з боротьби 2011 | Швеція | 74 кг            | 5     |
| Чемпіонат світу з боротьби 2013 | Швеція | 74 кг            | 19    |
| Чемпіонат світу з боротьби 2014 | Швеція | 75 кг            | 28    |
| Чемпіонат світу з боротьби 2015 | Швеція | 75 кг            | 14    |

### Виступи на Чемпіонатах Європи
| Змагання                         | Збірна | Вагова категорія | Місце |
| -------------------------------- | ------ | ---------------- | ----- |
| Чемпіонат Європи з боротьби 2007 | Швеція | 66 кг            | 24    |
| Чемпіонат Європи з боротьби 2008 | Швеція | 66 кг            | 13    |
| Чемпіонат Європи з боротьби 2009 | Швеція | 74 кг            | 13    |
| Чемпіонат Європи з боротьби 2010 | Швеція | 74 кг            | 11    |
| Чемпіонат Європи з боротьби 2011 | Швеція | 74 кг            | 22    |
| Чемпіонат Європи з боротьби 2012 | Швеція | 74 кг            | 13    |
| Чемпіонат Європи з боротьби 2014 | Швеція | 75 кг            | 5     |
| Чемпіонат Європи з боротьби 2016 | Швеція | 75 кг            | 15    |

### Виступи на Кубках світу
| Змагання                    | Збірна | Вагова категорія | Місце |
| --------------------------- | ------ | ---------------- | ----- |
| Кубок світу з боротьби 2015 | Швеція | 75 кг            | 6     |

### Виступи на інших змаганнях
| Змагання                                                                        | Збірна | Вагова категорія | Місце  |
| ------------------------------------------------------------------------------- | ------ | ---------------- | ------ |
| Тор Мастерс 2006                                                                | Швеція | 66 кг            | Золото |
| Тор Мастерс 2008                                                                | Швеція | 66 кг            | Золото |
| Тор Мастерс 2009                                                                | Швеція | 74 кг            | Золото |
| Гран-прі Німеччини з боротьби 2009                                              | Швеція | 74 кг            | 15     |
| Північний чемпіонат з боротьби 2009                                             | Швеція | 74 кг            | Золото |
| Тор Мастерс 2010                                                                | Швеція | 74 кг            | Бронза |
| Гран-прі Німеччини з боротьби 2010                                              | Швеція | 74 кг            | 22     |
| Чемпіонат світу з боротьби серед студентів 2010                                 | Швеція | 74 кг            | 7      |
| Міжнародний турнір «Cristo Lutte» 2011                                          | Швеція | 74 кг            | Бронза |
| Золотий Гран-прі з боротьби 2011 (Сомбатгей)                                    | Швеція | 74 кг            | 9      |
| Гран-прі Іспанії з боротьби 2011                                                | Швеція | 74 кг            | Бронза |
| Меморіал Іона Корнеану 2011                                                     | Швеція | 74 кг            | Срібло |
| Тестовий турнір FILA 2011                                                       | Швеція | 74 кг            | 7      |
| Турнір Дана Колова — Николи Петрова 2012                                        | Швеція | 74 кг            | 8      |
| Кубок Азовмаша 2012                                                             | Швеція | 74 кг            | Бронза |
| Кубок Хапаранди з боротьби 2012                                                 | Швеція | 84 кг            | Бронза |
| Кубок Арво Хаавісто 2012                                                        | Швеція | 84 кг            | 10     |
| Гран-прі Іспанії з боротьби 2013                                                | Швеція | 74 кг            | Золото |
| Кубок Владислава Пітласинські 2013                                              | Швеція | 74 кг            | Срібло |
| Кубок Хапаранди з боротьби 2013                                                 | Швеція | 74 кг            | Золото |
| Кубок Ядегара Імама 2014                                                        | Швеція | 75 кг            | Бронза |
| Золотий Гран-прі з боротьби 2014 (Сомбатгей)                                    | Швеція | 75 кг            | 5      |
| Відкритий чемпіонат Стокгольма з боротьби 2014                                  | Швеція | 75 кг            | Золото |
| Золотий Гран-прі з боротьби 2014 (Баку)                                         | Швеція | 75 кг            | Бронза |
| Міжнародний меморіал Білла Фаррелла 2014                                        | Швеція | 75 кг            | Золото |
| Кубок Бразилії з боротьби 2014                                                  | Швеція | 75 кг            | Золото |
| Кубок Хапаранди з боротьби 2015                                                 | Швеція | 75 кг            | Золото |
| Тор Мастерс 2016                                                                | Швеція | 75 кг            | Золото |
| Олімпійський кваліфікаційний турнір з греко-римської боротьби 2016 (Улан-Батор) | Швеція | 75 кг            | 12     |
| Олімпійський кваліфікаційний турнір з греко-римської боротьби 2016 (Стамбул)    | Швеція | 75 кг            | Бронза |